# Cala Mariolu
Ispuligidenìe, également connue sous le nom de Cala Mariolu (du napolitain "mariolu", voleur) est une crique du golfe d'Orosei, qui fait partie du territoire de la municipalité de Baunei, dans la province de Nuoro, en Sardaigne. Elle est située immédiatement au nord de Punta Ispùligi , ce qui la sépare de la Spiaggia dei Gabbiani voisine. 
Le moyen le plus accessible pour atteindre la Cala est par la mer, à partir de Santa Maria Navarrese ou Arbatax (fraction de Tortolì) du sud, ou à partir de Cala Gonone du nord. La plage est également accessible par voie terrestre par un long chemin qui part du plateau du Golgo. 

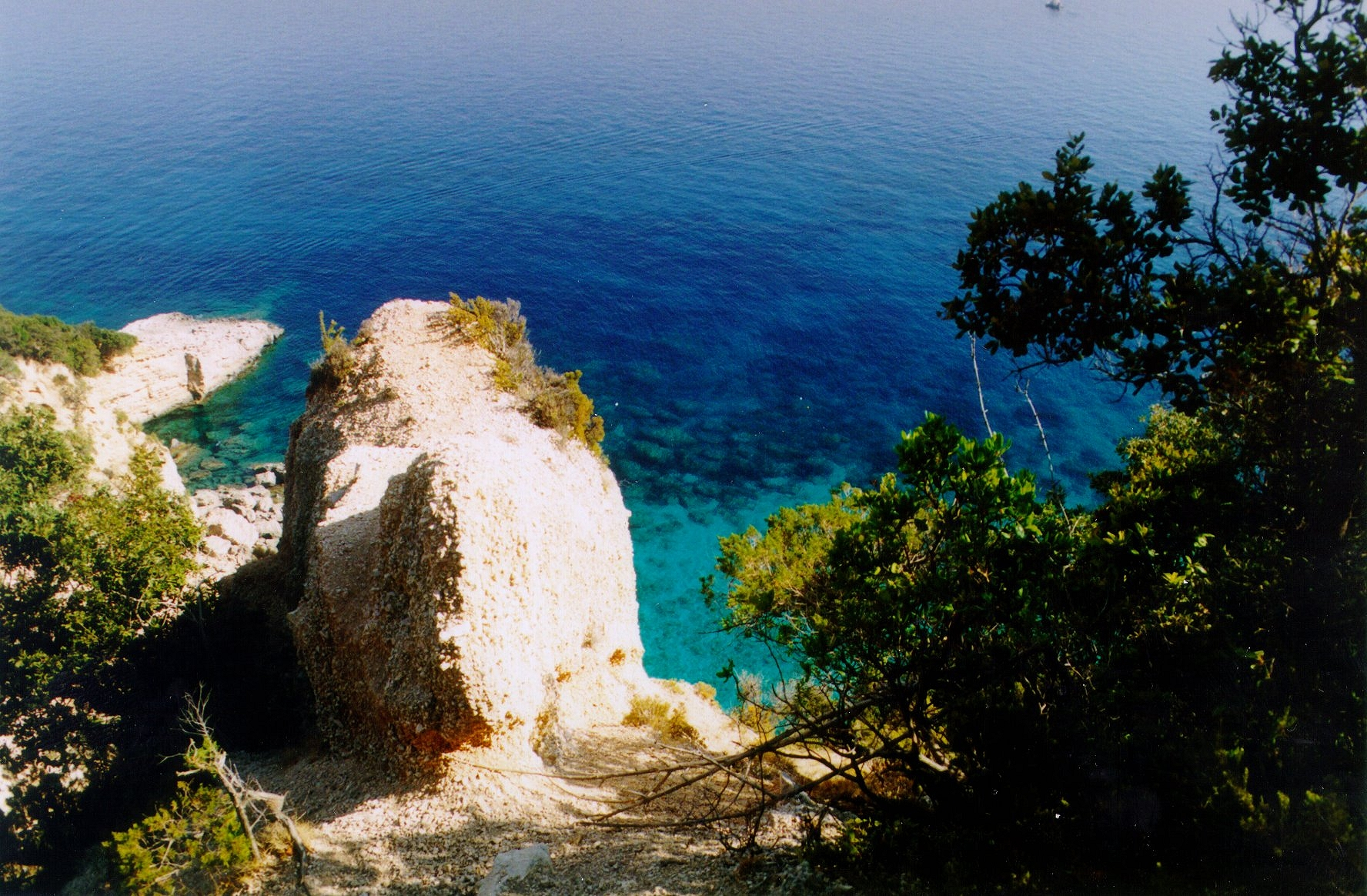
La côte d'Ispuligidenie depuis le chemin sur la falaise (Golfo di Orosei, Sardaigne)